# Mosby (Noorwegen)
Mosby is een plaats in de gemeente Kristiansand in de Noorse provincie Agder. Het dorp ligt ten noorden van de stad aan de Otra, riksvei 9 en de spoorlijn Oslo - Stavanger. Tot 1995 stopten er ook treinen in het dorp. Mosby heeft rond 2.000 inwoners.
Fagerholt/Justvik · Flekkerøy · Grim · Hånes · Høllen · Kvadraturen · Lund · Mosby · Nodeland · Oddernes · Randesund · Søm · Tangvall · Tinnheia/Hellemyr · Torridal · Tveit · Vågsbygd